# Resolución 644 del Consejo de Seguridad de las Naciones Unidas
La resolución 644 del Consejo de Seguridad de las Naciones Unidas, adoptada por unanimidad el 7 de noviembre de 1989, tras recordar la Resolución 637 (1989), el Consejo refrendó el informe del Secretario General y decidió establecer el Grupo de Observadores de las Naciones Unidas en Centroamérica (ONUCA, por sus siglas en inglés) de conformidad con el informe.
El Consejo tomó nota de la necesidad de monitorear cuidadosamente el gasto monetario y estableció el Grupo de Observadores en Centroamérica por un período inicial de seis meses, solicitando al Secretario General que mantenga al Consejo actualizado sobre los desarrollos.
La ONUCA pudo realizar una verificación in situ del cese de la ayuda a las fuerzas irregulares y movimientos insurrectos y la no utilización del territorio de un estado para atentar contra otro. Los costos del envío inicial fueron de US $ 41 millones y el Consejo nombró, en línea con las recomendaciones del Secretario General, al General Agustín Quesada Gómez de España como Observador Jefe de la ONUCA. El propio Grupo de Observadores estaría desarmado y estaría integrado por 260 observadores militares, 115 tripulantes aéreos y personal de apoyo, 50 efectivos navales, 14 médicos, 104 funcionarios internacionales para desempeñar funciones administrativas y políticas y 84 civiles. 